# Cebus yuracus
Cebus yuracus är en primat i underfamiljen kapuciner som förekommer i nordvästra Sydamerika. Populationen listades länge som underart eller synonym till vitpannad kapucin (C. albifrons) och sedan mitten av 2010-talet godkänns den av flera zoologer som art.

## Utseende
Honor är med en kroppslängd (huvud och bål) av cirka 37 cm och en svanslängd av cirka 45 cm lite mindre än hannar. Exemplar av hankön blir utan svans 43 cm långa och svanslängden är ungefär 47 cm. För individer av olika kön registrerades en vikt av 2 till 4,7 kg. Typisk för arter är kontrasten mellan den ockra färgade ryggen och de gråaktiga överarmarna. Även ansiktets kanter är gråa. På huvudets topp förekommer ett mörkbrunt område. Cebus yuracus har ljus orangebrun till silverfärgad päls på undersidan.

## Utbredning
Denna kapucinapa förekommer vid Amazonflodens övre lopp och vid några bifloder i västra Brasilien, södra Colombia, östra Ecuador och nordöstra Peru. Habitatet utgörs av regnskogar och av andra fuktiga skogar i Anderna upp till 2000 meter över havet. Området kännetecknas av en stor nederbördsmängd under hela året. Endast mellan juli och november faller måttligt regn.

## Ekologi
Liksom hos andra kapuciner bildas flockar som har 5 till 35 medlemmar. De lever i ett revir som är 240 hektar stort. Ibland tolereras dödskalleapor i flocken. Flockar från angränsande revir träffas sällan men när de vistas vid samma ställe kan strider mellan hannarna uppstå. Arten äter ungefär till hälften animaliska ämnen som insekter, andra ryggradslösa djur, fågelägg och mindre ryggradsdjur. Frukter utgör cirka 10 procent av födan och sedan äts frön, blommor och andra växtdelar.

## Status
Cebus yuracus jagas intensiv i hela utbredningsområdet. Den listas inte än av IUCN. Enligt Handbook of the Mammals of the World är beståndet i Ecuador nära hotad (NT) och populationen i Peru sårbar (VU).